# Římskokatolická farnost Chabařovice
Římskokatolická farnost Chabařovice (lat. Karbicium) je církevní správní jednotka sdružující římské katolíky na území města Chabařovice a v jeho okolí. Organizačně spadá do ústeckého vikariátu, který je jedním z 10 vikariátů litoměřické diecéze.

## Historie farnosti
Chybí písemné prameny o počátcích tzv. staré farnosti. Od roku 1654 byly v lokalitě vedeny matriky. Farnost byla nově kanonicky zřízena v roce 1714.

### Duchovní správci vedoucí farnost
Začátek působnosti jmenovaného v duchovní správě farnosti od:
- Heinrich
- 1361 Dietrich von Rabstein
- 1362 Ioann. Goetz aus Aussig
- 1363 Conradus aus Pressnitz
- 1367 Casparus
- 1387 Martinus aus Prag
- 1396 Heinne aus Zwickau
- 1396 Ioann. aus Zwickau
- 1401 Joann. aus Tschetschelitz
- 1407 Nicolaus aus Lippan
- 1415 Iacobus
- 1423 Andreas aus Boemisch Kahn
- 1490 Georgius
- 1563 Barth. Jerselius
- 1624 Simon. Schemelius
  - Martinus
  - Paul. Jetzinger, † 1649
  - Ioann. Andr. Pfaffendorf, † 27. 8. 1675
  - Ignat. Hölme, † 1721
- 1721 Christian. Ign. Burkert, † 1721
- 1721 Ioan. Georg. Habel, † 1721
- 1721 Ioann. Georg. Knot
- 1733 Elias Georg. Oppitz
- 1765 Car. Müller
- 1768 Michael Burkert
- 1784 Jos. Zechel
- 1790 Franc. Honolka, † 20. 3. 1816
- 1816 Ignat. May, n. 24. 2. 1788 Kravaře, o. 30. 8. 1810
- 1825 Adalb. Michel, n. 10. 1. 1789 Lípa, o. 7. 8. 1813, † 5. 6. 1855
- 1855 Anton. Linke, n. 29. 9. 1799 Žibřidice, o. 14. 8. 1824, † 19. 11. 1868
- 1868 par. vacat, admin. int.[p 2] Franc. Schubert
- 1869 Franc. Schubert, n. 18. 2. 1823, o. 4. 7. 1848, † 26. 2. 1889
- 1889 Gustav Mattauch, n. 8. 6. 1846, o. 25. 7. 1871, † 3. 9. 1923
- 1903 Jos. Hoffmann, n. 25. 5. 1862 Schönbüchel, o. 22. 5. 1887, † 24. 12. 1928
- 1918 par. vacat admin. interc.[p 2] Franc. Blaschke
- 1919 Hermannus Sitte, n. 15. 11. 1883 Varnsdorf, o. 12. 7. 1908
- 1928 Joann. Röttig, n. 22. 3. 1889 Jiříkov, o. 13. 7. 1913
- 1. 8. 1947 Jan Linhart
- 1. 12. 1979 Josef Faltejsek
- 1. 7. 1986 Richard Kavan
- 1. 9. 1988 Victor Maretta
- 1. 10. 1990 Karel Laburda
- 15. 8. 1991 Hynek Šťastný
- 1. 1. 1993 Jiří Majkov SJ
- 1. 3. 1994 Miroslav Brtva SJ
- 1. 4. 1994 Antonín Sporer
- 1. 7. 1999 Pavel Jančík, admin. exc. z Ústí nad Labem
- 1. 7. 2001 Jiří Voleský, admin. exc. z Trmic
- 15. 7. 2025 Pavel Ajchler, admin. exc. z Trmic[3]

Kromě kněží stojících v čele farnosti, působili ve farnosti v průběhu její historie i jiní kněží. Většinou pracovali jako farní vikáři, kaplani, katecheté, výpomocní duchovní aj.

## Území farnosti
Do farnosti náleží území těchto obcí:
- Chabařovice (Karbitz[p 3])
- Hrbovice (Herbitz[p 3])
- Přestanov (Pristen[p 3])
- Stradov (Straden[p 3])

## Římskokatolické sakrální stavby a místa kultu na území farnosti
| | Fotografie | Stavba                         | Místo       | Bohoslužby                      | Zeměpisné souřadnice             | Status        | Číslo kulturní památky                       |
| Kostel | Kostel     | Kostel                         | Kostel      | Kostel                          | Kostel                           | Kostel        | Kostel                                       |
| --- | ---------- | ------------------------------ | ----------- | ------------------------------- | -------------------------------- | ------------- | -------------------------------------------- |
| 1. |            | Kostel Narození Panny Marie    | Chabařovice | bližší informace o bohoslužbách | 50°40′21″ s. š., 13°56′35″ v. d. | farní kostel  | 42757/5-172 (Pk•MIS•Sez•Obr•WD) (Q12030387)  |
| Kaple |            |                                |             |                                 |                                  |               |                                              |
| 2. |            | Kaple sv. Jana Křtitele        | Chabařovice | bližší informace o bohoslužbách | 50°40′12″ s. š., 13°57′6″ v. d.  | kaple         | —                                            |
| 3. |            | Kaple sv. Antonína Paduánského | Přestanov   | bližší informace o bohoslužbách | 50°41′12″ s. š., 13°55′12″ v. d. | kaple         | —                                            |
| 4. |            | Kaple sv. Jana Nepomuckého     | Stradov     | bližší informace o bohoslužbách | 50°41′38″ s. š., 13°55′18″ v. d. | kaple         | 52189/5-5946 (Pk•MIS•Sez•Obr•WD) (Q28034856) |
| Zaniklé sakrální stavby |            |                                |             |                                 |                                  |               |                                              |
| 5. |            | Kaple Povýšení sv. Kříže       | Hrbovice    | nelze sloužit                   | 50°39′45″ s. š., 13°58′27″ v. d. | zbořená kaple | —                                            |
| Některé drobné sakrální stavby a pamětihodnosti lze dohledat zde v databázi Drobné sakrální památky Zaniklé sakrální stavby lze dohledat zde v databázi Poškozené a zničené kostely, kaple a synagogy v České republice |            |                                |             |                                 |                                  |               |                                              |

Ve farnosti se mohou nacházet i další drobné sakrální stavby, místa římskokatolického kultu a pamětihodnosti, které neobsahuje tato tabulka.

## Příslušnost k farnímu obvodu
Z důvodu efektivity duchovní správy byl vytvořen farní obvod (kolatura) farnosti Trmice, jehož součástí je i farnost Chabařovice, která je tak spravována excurrendo.

## Galerie

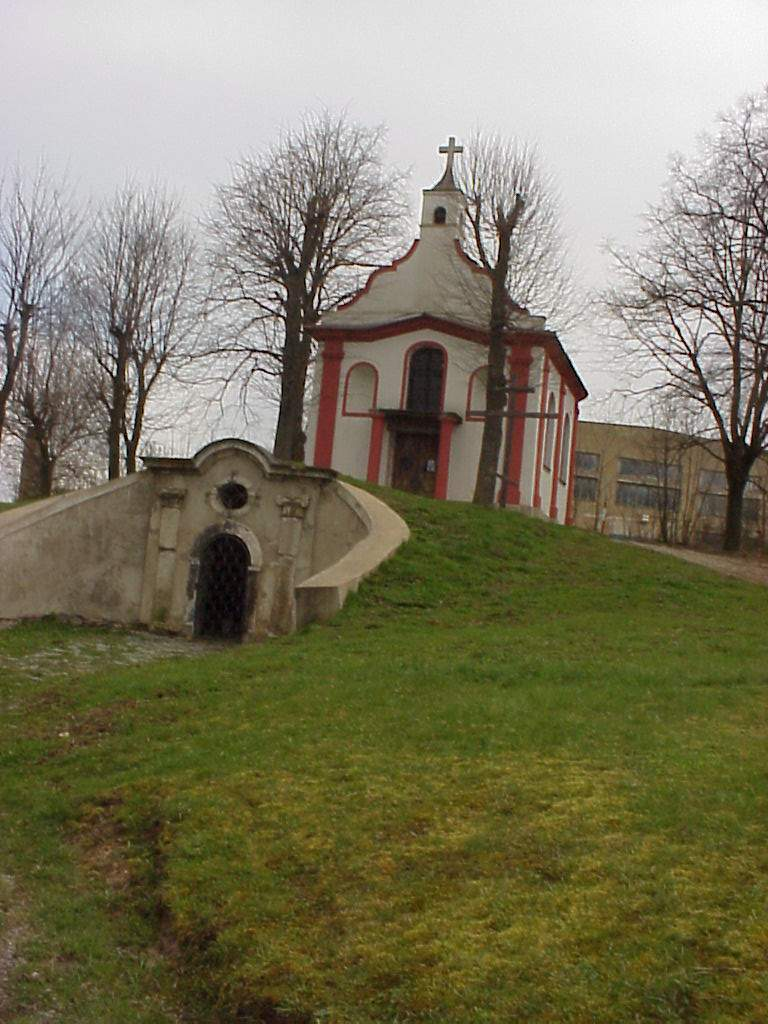
Kaple sv. Jana Křtitele v Chabařovicích (vzdálenější pohled)
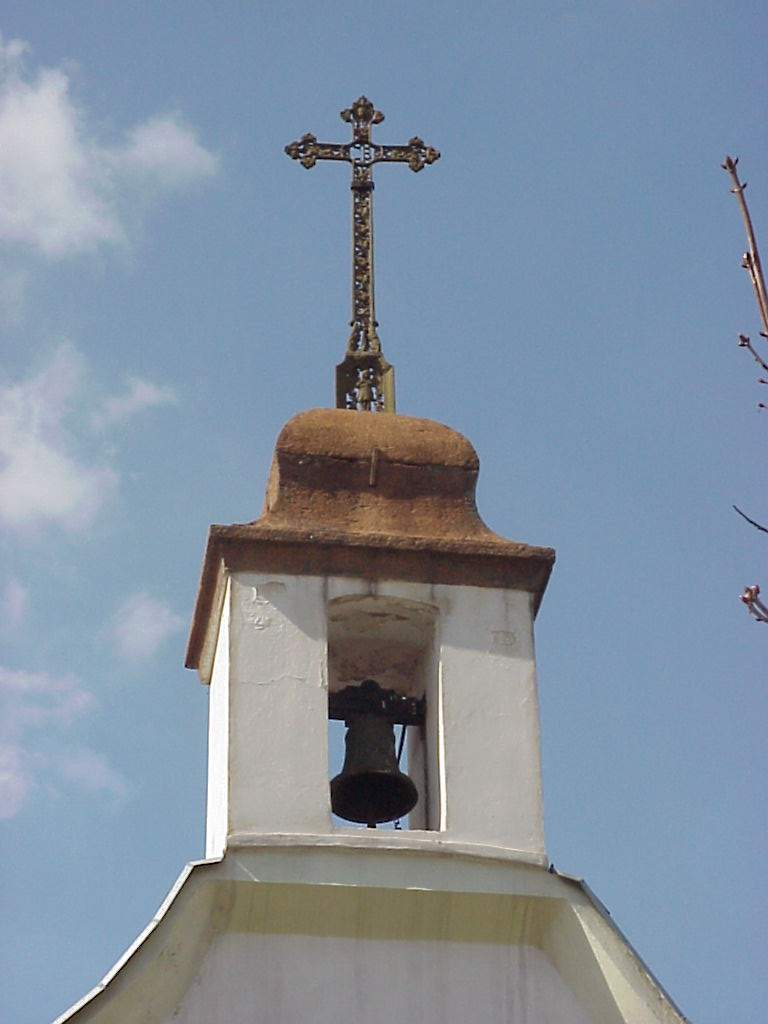
Věžička kaple sv. Antonína Paduánského v Přestanově
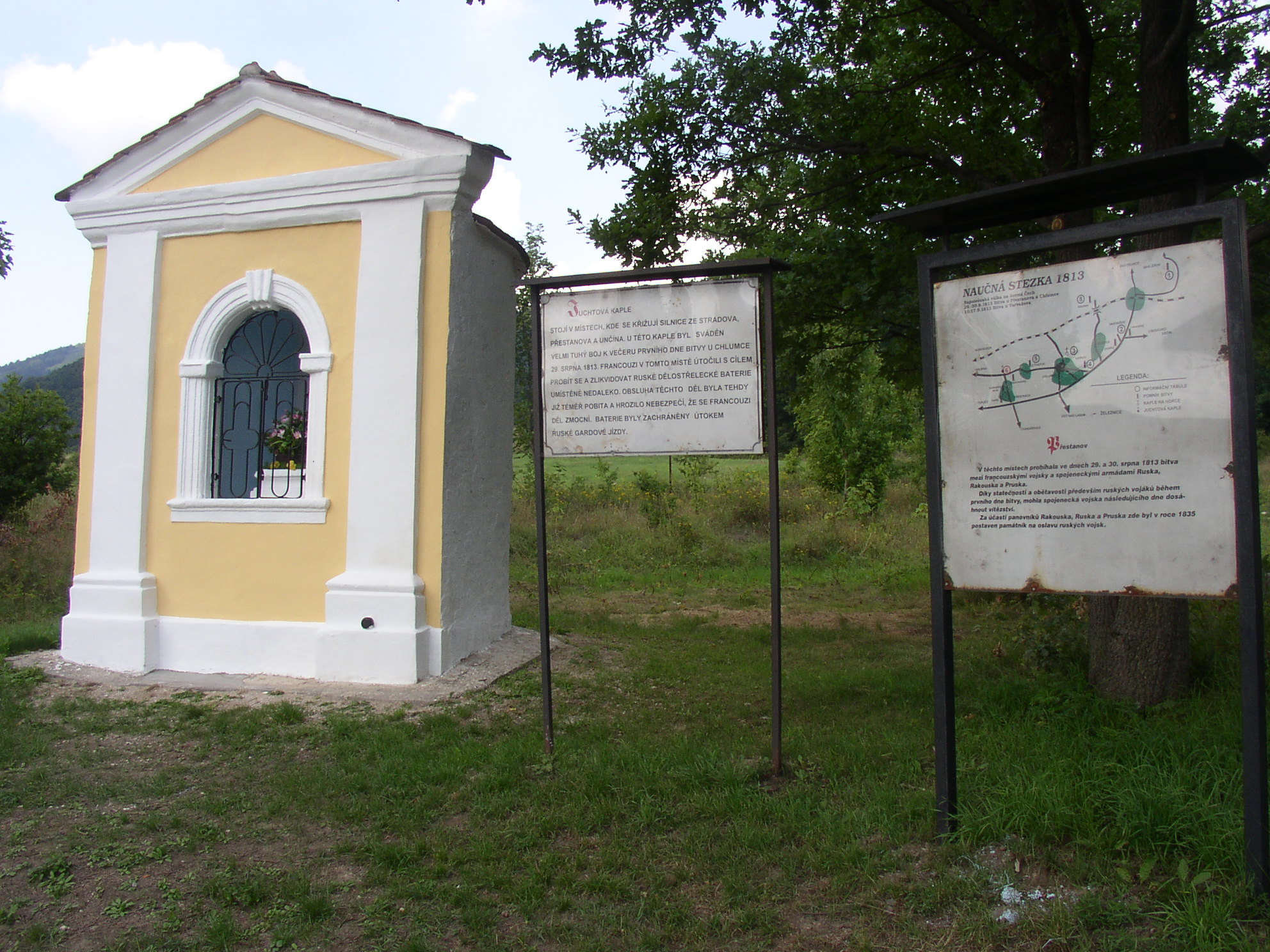
Tzv. Juchtová kaple u níž byl 29. srpna 1813 sváděn boj bitvy u Chlumce.